# Liste der Bodendenkmäler in Schiltberg
Auf dieser Seite sind die Bodendenkmäler in der schwäbischen Gemeinde Schiltberg zusammengestellt. Diese Tabelle ist eine Teilliste der Liste der Bodendenkmäler in Bayern. Grundlage ist die Bayerische Denkmalliste, die auf Basis des Bayerischen Denkmalschutzgesetzes vom 1. Oktober 1973 erstmals erstellt wurde und seither durch das Bayerische Landesamt für Denkmalpflege geführt wird. Die folgenden Angaben ersetzen nicht die rechtsverbindliche Auskunft der Denkmalschutzbehörde.

## Bodendenkmäler der Gemeinde Schiltberg

### Bodendenkmäler in der Gemarkung Aufhausen
| Lage                                     | Objekt | Akten-Nr.     | Bild                                          |
| ---------------------------------------- | --- | ------------- | --------------------------------------------- |
| Aufhausen (Standort)                     | Höhensiedlung des Jung- und Endneolithikums sowie der Bronzezeit und Hallstattzeit, Befestigung des frühen Mittelalters, Burgstall des hohen Mittelalters. Siehe auch: neolithikum, Bronzezeit, Hallstattzeit | D-7-7533-0009 |                                               |
| Aufhausen Thalhauser Straße 3 (Standort) | Mittelalterliche und frühneuzeitliche Befunde im Bereich der Katholischen Pfarrkirche St. Johann Baptist in Aufhausen. Siehe auch: Aufhausen (Schiltberg)                                                     | D-7-7533-0055 | Mittelalterliche und frühneuzeitliche Befunde |

### Bodendenkmäler in der Gemarkung Rapperzell
| Lage                                  | Objekt | Akten-Nr.     | Bild                                              |
| ------------------------------------- | --- | ------------- | ------------------------------------------------- |
| Rapperzell (Standort)                 | Mittelalterlicher Wasserburgstall, frühneuzeitliches Schloss, abgegangene Kapelle des Mittelalters und der frühen Neuzeit. Siehe auch: Mittelalter, Burgstall        | D-7-7533-0003 |                                                   |
| Rapperzell (Standort)                 | Grabhügel vorgeschichtlicher Zeitstellung. | D-7-7533-0030 |                                                   |
| Rapperzell (Standort)                 | Grabhügel vorgeschichtlicher Zeitstellung. | D-7-7533-0031 |                                                   |
| Rapperzell Markusstraße 12 (Standort) | Spätmittelalterliche und frühneuzeitliche Befunde im Bereich der Katholischen Filialkirche St. Markus in Rapperzell. Siehe auch: St. Markus (Rapperzell), Rapperzell | D-7-7533-0059 | Spätmittelalterliche und frühneuzeitliche Befunde |

### Bodendenkmäler in der Gemarkung Ruppertszell
| Lage                                          | Objekt | Akten-Nr.     | Bild                                          |
| --------------------------------------------- | --- | ------------- | --------------------------------------------- |
| Ruppertszell (Standort)                       | Mittelalterliche und frühneuzeitliche Befunde im Bereich der Katholischen Filialkirche St. Stephan in Metzenried.  | D-7-7533-0060 | Mittelalterliche und frühneuzeitliche Befunde |
| Ruppertszell St.-Michael-Straße 12 (Standort) | Mittelalterliche und frühneuzeitliche Befunde im Bereich der Katholischen Pfarrkirche St. Michael in Ruppertszell. | D-7-7533-0064 |                                               |

### Bodendenkmäler in der Gemarkung Schiltberg
| Lage                  | Objekt | Akten-Nr.     | Bild |
| --------------------- | --- | ------------- | ---- |
| Schiltberg (Standort) | Siedlung der Urnenfelderzeit. Siehe auch: Urnenfelderzeit | D-7-7533-0012 |      |
| Schiltberg (Standort) | Siedlung der Bronzezeit, Grabhügel der Hallstattzeit, mittelalterlicher Burgstall. Siehe auch: Burgstall Hofberg (Schiltberg)                                         | D-7-7533-0014 |      |
| Schiltberg (Standort) | Siedlung des Hoch- und Spätmittelalters sowie der frühen Neuzeit. | D-7-7533-0015 |      |
| Schiltberg (Standort) | Grabhügel der Hallstattzeit. Siehe auch: Hügelgrab | D-7-7533-0016 |      |
| Schiltberg (Standort) | Siedlung der Latènezeit, Gräber des Frühmittelalters. Siehe auch: Latènezeit                                                                                          | D-7-7533-0033 |      |
| Schiltberg (Standort) | Siedlung der mittleren Bronzezeit. | D-7-7533-0042 |      |
| Schiltberg (Standort) | Mittelalterliche und frühneuzeitliche Befunde im Bereich der Katholischen Pfarrkirche St. Maria Magdalena in Schiltberg. Siehe auch: St. Maria Magdalena (Schiltberg) | D-7-7533-0067 |      |
| Schiltberg (Standort) | Höhensiedlung des Endneolithikums, Befestigung vor- und frühgeschichtlicher Zeitstellung.                                                                             | D-7-7533-0070 |      |